# Арзамасков Володимир Іванович
Арзамасков Володимир Іванович (7 квітня 1951 — 30 листопада 1985) — радянський баскетболіст.
Бронзовий призер Олімпійських Ігор 1976 року.
Срібний призер Чемпіонату Європи 1977 року.